# The Life (Fifth Harmony)
The Life è un brano musicale del gruppo musicale statunitense Fifth Harmony, pubblicato il 24 marzo 2016 come primo singolo promozionale estratto dal secondo album in studio 7/27.

## Tracce
Testi e musiche di Tinashe Kachingwe, Alexander Kronlund e Lukas Loules.
1. The Life – 3:20

## Formazione
Musicisti
- Fifth Harmony – voci
- Lulou – cori, batteria, basso e sintetizzatore

Produzione
- Lulou – produzione
- Tryna Loules – produzione vocale
- Sam Holland – registrazione
- Nate Alford – registrazione
- Cory Bice – assistenza alla registrazione
- Jeremy Lertola – assistenza alla registrazione
- Bradon Wood – assistenza alla registrazione
- Șerban Ghenea – missaggio
- John Hanes – assistenza al missaggio
- Dave Kutch – mastering

## Classifiche
| Classifica (2016) | Posizione massima |
| ----------------- | ----------------- |
| Portogallo        | 80                |
| Regno Unito       | 97                |
| Stati Uniti       | 101               |